# Wojciech Niedzielko
Wojciech Niedzielko (ur. 1959 w Ełku), artysta wizualny.

## Wykształcenie
W latach 1983–1990 studiował na Akademii Sztuk Pięknych w Warszawie.

## Twórczość
Uprawia fotografię. Razem z Igorem Krenzem jako grupa Usługi Fotograficzne (Photo Service Group, UFOT) od 1999, nie zaprzestając własnej działalności, realizował filmy wideo i prace fotograficzne. Od 2001 członek Grupy Azorro. Żyje i pracuje w Warszawie.

## Wystawy indywidualne
- 1991 Exchibiszon, Galeria Arsenał, Białystok
- 1991 Untitled, Galeria FF, Łódź
- 1992 Untitled, Galeria Biała, Lublin
- 1996 Untitled, Galeria AR, kinoteatr Tęcza, Warszawa

## Wystawy zbiorowe
- 2004 Interkosmos, Galeria Raster, Warszawa
- 2007 Asteizm. Dowcip i władza sądzenia, Galeria Program, Warszawa